# 트레버 슬래터리
트레버 슬래터리(영어: Trevor Slattery)는 마블 시네마틱 유니버스 (MCU)의 등장인물이다. "만다린"(the Mandarin)이라고 불리는 텐 링즈의 전설적인 테러리스트 지도자를 연기하기 위해 고용된 배우 캐릭터로, 영화 "아이언맨 3" (2013)에 처음 출연하였으며, 마블 원샷츠의 "올 하일 킹" (2014)와 "샹치와 텐 링즈의 전설" (2021)에도 출연한다. 캐릭터에 대한 일반적인 반응은 평이 갈리며, 많은 만화 팬들이 캐릭터가 영화의 만다린 묘사에 어떤 영향을 미쳤는지 비판하는 반면, 다른 사람들은 사회적 논평과 만화의 만다린의 인종 차별적 캐리커처를 피하는 방법에 주목함으로써 반전을 옹호했다.

## 같이 보기
- 마블 시네마틱 유니버스 캐릭터 목록